# Goswick
Goswick – osada w Anglii, w hrabstwie Northumberland. Leży 83 km na północ od miasta Newcastle upon Tyne i 480 km na północ od Londynu.